# Tournoi de tennis de San Diego
Le tournoi de San Diego est un tournoi de tennis masculin classé en catégorie ATP World Tour 250 et féminin classé en catégorie WTA 500 se disputant à San Diego sur dur.
Le tournoi féminin faisait partie des US Open Series. Avec quatre succès chacune, Tracy Austin et Steffi Graf détiennent le record de victoires en simple, la première les ayant enchaînés consécutivement entre 1979 et 1982. En 2014, le tournoi féminin disparaît du calendrier. Il réapparait lors de la saison 2022.
En septembre 2021, à la suite de la réorganisation du calendrier provoquée par la pandémie de Covid-19, l'ATP organise un tournoi de catégorie ATP 250 qui est renouvelé l'année suivante.

## Palmarès

### Simple dames
| No       | Date       | Nom et lieu du tournoi                 | Catégorie      | Dotation       | Surface        | Vainqueure          | Finaliste           | Score          |                |
| -------- | ---------- | -------------------------------------- | -------------- | -------------- | -------------- | ------------------- | ------------------- | -------------- | -------------- |
| 1        | 08-03-1952 | Beach Tennis Club, La Jolla            |                | NC             | Dur (ext.)     | Maureen Connolly    | Louise Brough       | 6-2, 6-2       |                |
| 2        | 09-03-1953 | Beach Tennis Club, La Jolla            |                | NC             | Dur (ext.)     | Maureen Connolly    | Helen Perez         | 6-2, 5-7, 7-5  |                |
|          | 1954-1967  | Pas de tournoi                         | Pas de tournoi | Pas de tournoi | Pas de tournoi | Pas de tournoi      | Pas de tournoi      | Pas de tournoi | Pas de tournoi |
| Ère Open |            |                                        |                |                |                |                     |                     |                |                |
|          | 1968-1970  | Pas de tournoi                         | Pas de tournoi | Pas de tournoi | Pas de tournoi | Pas de tournoi      | Pas de tournoi      | Pas de tournoi | Pas de tournoi |
| 3        | 22-04-1971 | Virginia Slims of San Diego, San Diego | VS Tour        | 12 400 $       | Dur (ext.)     | Billie Jean King    | Rosie Casals        | 3-6, 7-5, 6-1  | Tableau        |
|          | 1972-1977  | Pas de tournoi                         | Pas de tournoi | Pas de tournoi | Pas de tournoi | Pas de tournoi      | Pas de tournoi      | Pas de tournoi | Pas de tournoi |
| 4        | 02-01-1978 | Avon Futures of San Diego, San Diego   | Futures        | 20 000 $       | Dur (int.)     | Marita Redondo      | Pat Medrado         | 6-2, 6-4       | Tableau        |
| 5        | 30-07-1979 | Wells Fargo Open, San Diego            |                | 75 000 $       | Dur (ext.)     | Tracy Austin        | Martina Navrátilová | 6-4, 6-2       | Tableau        |
| 6        | 28-07-1980 | Wells Fargo Open, San Diego            |                | 100 000 $      | Dur (ext.)     | Tracy Austin        | Wendy Turnbull      | 6-1, 6-3       | Tableau        |
| 7        | 27-07-1981 | Wells Fargo Open, San Diego            |                | 125 000 $      | Dur (ext.)     | Tracy Austin        | Pam Shriver         | 6-2, 5-7, 6-2  | Tableau        |
| 8        | 26-07-1982 | Wells Fargo Open, San Diego            | Series 4       | 125 000 $      | Dur (ext.)     | Tracy Austin        | Kathy Rinaldi       | 7-6, 6-3       | Tableau        |
|          | 1983       | Pas de tournoi                         | Pas de tournoi | Pas de tournoi | Pas de tournoi | Pas de tournoi      | Pas de tournoi      | Pas de tournoi | Pas de tournoi |
| 9        | 17-09-1984 | Ginny of San Diego, San Diego          | VS Tour C1+    | 50 000 $       | Dur (ext.)     | Debbie Spence       | Betsy Nagelsen      | 6-3, 6-7, 6-4  | Tableau        |
| 10       | 22-04-1985 | Virginia Slims of San Diego, San Diego |                | 75 000 $       | Dur (ext.)     | Annabel Croft       | Wendy Turnbull      | 6-0, 7-6       | Tableau        |
| 11       | 28-07-1986 | Virginia Slims of San Diego, San Diego |                | 75 000 $       | Dur (ext.)     | Melissa Gurney      | Stephanie Rehe      | 6-2, 6-4       | Tableau        |
| 12       | 03-08-1987 | Virginia Slims of San Diego, San Diego |                | 75 000 $       | Dur (ext.)     | Raffaella Reggi     | Anne Minter         | 6-0, 6-4       | Tableau        |
| 13       | 01-08-1988 | Virginia Slims of San Diego, San Diego | Tier V         | 100 000 $      | Dur (ext.)     | Stephanie Rehe      | Ann Grossman        | 6-1, 6-1       | Tableau        |
| 14       | 31-07-1989 | American Bank Classic, San Diego       | Tier IV        | 200 000 $      | Dur (ext.)     | Steffi Graf         | Zina Garrison       | 6-4, 7-5       | Tableau        |
| 15       | 06-08-1990 | American Bank Classic, San Diego       | Tier III       | 225 000 $      | Dur (ext.)     | Steffi Graf         | Manuela Maleeva     | 6-3, 6-2       | Tableau        |
| 16       | 29-07-1991 | Mazda Tennis Classic, San Diego        | Tier III       | 225 000 $      | Dur (ext.)     | Jennifer Capriati   | Monica Seles        | 4-6, 6-1, 7-6  | Tableau        |
| 17       | 24-08-1992 | Mazda Classic, San Diego               | Tier III       | 225 000 $      | Dur (ext.)     | Jennifer Capriati   | Conchita Martínez   | 6-3, 6-2       | Tableau        |
| 18       | 02-08-1993 | Mazda Tennis Classic, San Diego        | Tier II        | 375 000 $      | Dur (ext.)     | Steffi Graf         | Arantxa Sánchez     | 6-4, 4-6, 6-1  | Tableau        |
| 19       | 01-08-1994 | Toshiba Classic, San Diego             | Tier II        | 400 000 $      | Dur (ext.)     | Steffi Graf         | Arantxa Sánchez     | 6-2, 6-1       | Tableau        |
| 20       | 31-07-1995 | Toshiba Tennis Classic, San Diego      | Tier II        | 430 000 $      | Dur (ext.)     | Conchita Martínez   | Lisa Raymond        | 6-2, 6-0       | Tableau        |
| 21       | 19-08-1996 | Toshiba Tennis Classic, San Diego      | Tier II        | 450 000 $      | Dur (ext.)     | Kimiko Date         | Arantxa Sánchez     | 3-6, 6-3, 6-0  | Tableau        |
| 22       | 28-07-1997 | Toshiba Classic, San Diego             | Tier II        | 450 000 $      | Dur (ext.)     | Martina Hingis      | Monica Seles        | 7-6, 6-4       | Tableau        |
| 23       | 03-08-1998 | Toshiba Classic, San Diego             | Tier II        | 450 000 $      | Dur (ext.)     | Lindsay Davenport   | Mary Pierce         | 6-3, 6-1       | Tableau        |
| 24       | 02-08-1999 | TIG Tennis Classic, San Diego          | Tier II        | 520 000 $      | Dur (ext.)     | Martina Hingis      | Venus Williams      | 6-4, 6-0       | Tableau        |
| 25       | 31-07-2000 | Acura Classic, San Diego               | Tier II        | 535 000 $      | Dur (ext.)     | Venus Williams      | Monica Seles        | 6-0, 6-73, 6-3 | Tableau        |
| 26       | 30-07-2001 | Acura Classic, San Diego               | Tier II        | 750 000 $      | Dur (ext.)     | Venus Williams      | Monica Seles        | 6-2, 6-3       | Tableau        |
| 27       | 29-07-2002 | Acura Classic, San Diego               | Tier II        | 775 000 $      | Dur (ext.)     | Venus Williams      | Jelena Dokić        | 6-2, 6-2       | Tableau        |
| 28       | 28-07-2003 | Acura Classic, San Diego               | Tier II        | 1 000 000 $    | Dur (ext.)     | Justine Henin       | Kim Clijsters       | 3-6, 6-2, 6-3  | Tableau        |
| 29       | 26-07-2004 | Acura Classic, San Diego               | Tier I         | 1 300 000 $    | Dur (ext.)     | Lindsay Davenport   | Anastasia Myskina   | 6-1, 6-1       | Tableau        |
| 30       | 01-08-2005 | Acura Classic, San Diego               | Tier I         | 1 300 000 $    | Dur (ext.)     | Mary Pierce         | Ai Sugiyama         | 6-0, 6-3       | Tableau        |
| 31       | 31-07-2006 | Acura Classic, San Diego               | Tier I         | 1 340 000 $    | Dur (ext.)     | Maria Sharapova     | Kim Clijsters       | 7-5, 7-5       | Tableau        |
| 32       | 30-07-2007 | Acura Classic, San Diego               | Tier I         | 1 340 000 $    | Dur (ext.)     | Maria Sharapova     | Patty Schnyder      | 6-2, 3-6, 6-0  | Tableau        |
|          | 2008-2009  | Pas de tournoi                         | Pas de tournoi | Pas de tournoi | Pas de tournoi | Pas de tournoi      | Pas de tournoi      | Pas de tournoi | Pas de tournoi |
| 33       | 02-08-2010 | Mercury Insurance Open, San Diego      | Premier        | 700 000 $      | Dur (ext.)     | Svetlana Kuznetsova | Agnieszka Radwańska | 6-4, 6-77, 6-3 | Tableau        |
| 34       | 01-08-2011 | Mercury Insurance Open, Carlsbad       | Premier        | 721 000 $      | Dur (ext.)     | Agnieszka Radwańska | Vera Zvonareva      | 6-3, 6-4       | Tableau        |
| 35       | 16-07-2012 | Mercury Insurance Open, Carlsbad       | Premier        | 740 000 $      | Dur (ext.)     | Dominika Cibulková  | Marion Bartoli      | 6-1, 7-5       | Tableau        |
| 36       | 29-07-2013 | Southern California Open, Carlsbad     | Premier        | 795 707 $      | Dur (ext.)     | Samantha Stosur     | Victoria Azarenka   | 6-2, 6-3       | Tableau        |
|          | 2014-2021  | Pas de tournoi                         | Pas de tournoi | Pas de tournoi | Pas de tournoi | Pas de tournoi      | Pas de tournoi      | Pas de tournoi | Pas de tournoi |
| 37       | 10-10-2022 | San Diego Open, San Diego              | WTA 500        | 757 900 $      | Dur (ext.)     | Iga Świątek         | Donna Vekić         | 6-3, 3-6, 6-0  | Tableau        |
| 38       | 11-09-2023 | Cymbiotika San Diego Open, San Diego   | WTA 500        | 780 637 $      | Dur (ext.)     | Barbora Krejčíková  | Sofia Kenin         | 6-4, 2-6, 6-4  | Tableau        |
| 39       | 26-02-2024 | San Diego Open, San Diego              | WTA 500        | 922 573 $      | Dur (ext.)     | Katie Boulter       | Marta Kostyuk       | 5-7, 6-2, 6-2  | Tableau        |

### Double dames
| No | Date       | Nom et lieu du tournoi                | Catégorie      | Dotation       | Surface        | Vainqueures                              | Finalistes                              | Score            |                |
| -- | ---------- | ------------------------------------- | -------------- | -------------- | -------------- | ---------------------------------------- | --------------------------------------- | ---------------- | -------------- |
| 1  | 22-04-1971 | Virginia Slims of San Diego San Diego | VS Tour        | 12 400 $       | Dur (ext.)     | Rosie Casals Billie Jean King            | Judy Tegart-Dalton Françoise Dürr       | 6-7, 6-2, 6-3    | Tableau        |
|    | 1972-1977  | Pas de tournoi                        | Pas de tournoi | Pas de tournoi | Pas de tournoi | Pas de tournoi                           | Pas de tournoi                          | Pas de tournoi   | Pas de tournoi |
| 2  | 02-01-1978 | Avon Futures of San Diego San Diego   | Futures        | 20 000 $       | Dur (int.)     | Bunny Bruning Rayni Fox                  | Valerie Ziegenfuss Lea Antonoplis       | 3-6, 7-6, 6-2    | Tableau        |
| 3  | 30-07-1979 | Wells Fargo Open San Diego            |                | 75 000 $       | Dur (ext.)     | Rosie Casals Martina Navrátilová         | Ann Kiyomura Betty-Ann Stuart           | 3-6, 6-4, 6-2    | Tableau        |
| 4  | 28-07-1980 | Wells Fargo Open San Diego            |                | 100 000 $      | Dur (ext.)     | Tracy Austin Ann Kiyomura                | Rosie Casals Wendy Turnbull             | 3-6, 6-4, 6-3    | Tableau        |
| 5  | 27-07-1981 | Wells Fargo Open San Diego            |                | 125 000 $      | Dur (ext.)     | Kathy Jordan Candy Reynolds              | Rosie Casals Pam Shriver                | 6-1, 2-6, 6-4    | Tableau        |
| 6  | 26-07-1982 | Wells Fargo Open San Diego            | Series 4       | 125 000 $      | Dur (ext.)     | Kathy Jordan Paula Smith                 | Pat Medrado Cláudia Monteiro            | 6-3, 5-7, 7-6    | Tableau        |
|    | 1983       | Pas de tournoi                        | Pas de tournoi | Pas de tournoi | Pas de tournoi | Pas de tournoi                           | Pas de tournoi                          | Pas de tournoi   | Pas de tournoi |
| 7  | 17-09-1984 | Ginny of San Diego San Diego          | VS Tour C1+    | 50 000 $       | Dur (ext.)     | Betsy Nagelsen Paula Smith               | Terry Holladay Iwona Kuczyńska          | 6-2, 6-4         | Tableau        |
| 8  | 22-04-1985 | Virginia Slims of San Diego San Diego |                | 75 000 $       | Dur (ext.)     | Candy Reynolds Wendy Turnbull            | Rosalyn Fairbank Susan Leo              | 6-4, 6-0         | Tableau        |
| 9  | 28-07-1986 | Virginia Slims of San Diego San Diego |                | 75 000 $       | Dur (ext.)     | Beth Herr Alycia Moulton                 | Elise Burgin Rosalyn Fairbank           | 5-7, 6-2, 6-4    | Tableau        |
| 10 | 03-08-1987 | Virginia Slims of San Diego San Diego |                | 75 000 $       | Dur (ext.)     | Jana Novotná Catherine Suire             | Elise Burgin Sharon Walsh               | 6-3, 6-4         | Tableau        |
| 11 | 01-08-1988 | Virginia Slims of San Diego San Diego | Tier V         | 100 000 $      | Dur (ext.)     | Patty Fendick Jill Hetherington          | Betsy Nagelsen Dinky Van Rensburg       | 7-6, 6-4         | Tableau        |
| 12 | 31-07-1989 | American Bank Classic San Diego       | Tier IV        | 200 000 $      | Dur (ext.)     | Elise Burgin Rosalyn Fairbank            | Gretchen Rush Robin White               | 4-6, 6-3, 6-3    | Tableau        |
| 13 | 06-08-1990 | American Bank Classic San Diego       | Tier III       | 225 000 $      | Dur (ext.)     | Patty Fendick Zina Garrison              | Elise Burgin Rosalyn Fairbank           | 6-4, 7-6         | Tableau        |
| 14 | 29-07-1991 | Mazda Tennis Classic San Diego        | Tier III       | 225 000 $      | Dur (ext.)     | Jill Hetherington Kathy Rinaldi          | Gigi Fernández Nathalie Tauziat         | 6-4, 3-6, 6-2    | Tableau        |
| 15 | 24-08-1992 | Mazda Classic San Diego               | Tier III       | 225 000 $      | Dur (ext.)     | Jana Novotná Larisa Neiland              | Conchita Martínez Mercedes Paz          | 6-1, 6-4         | Tableau        |
| 16 | 02-08-1993 | Mazda Tennis Classic San Diego        | Tier II        | 375 000 $      | Dur (ext.)     | Gigi Fernández Helena Suková             | Pam Shriver Elizabeth Smylie            | 6-4, 6-3         | Tableau        |
| 17 | 01-08-1994 | Toshiba Classic San Diego             | Tier II        | 400 000 $      | Dur (ext.)     | Jana Novotná Arantxa Sánchez             | Ginger Helgeson Rachel McQuillan        | 6-3, 6-3         | Tableau        |
| 18 | 31-07-1995 | Toshiba Tennis Classic San Diego      | Tier II        | 430 000 $      | Dur (ext.)     | Gigi Fernández Natasha Zvereva           | Alexia Dechaume Sandrine Testud         | 6-2, 6-1         | Tableau        |
| 19 | 19-08-1996 | Toshiba Tennis Classic San Diego      | Tier II        | 450 000 $      | Dur (ext.)     | Gigi Fernández Conchita Martínez         | Larisa Neiland Arantxa Sánchez          | 4-6, 6-3, 6-4    | Tableau        |
| 20 | 28-07-1997 | Toshiba Classic San Diego             | Tier II        | 450 000 $      | Dur (ext.)     | Martina Hingis Arantxa Sánchez           | Amy Frazier Kimberly Po                 | 6-3, 7-5         | Tableau        |
| 21 | 03-08-1998 | Toshiba Classic San Diego             | Tier II        | 450 000 $      | Dur (ext.)     | Lindsay Davenport Natasha Zvereva        | Alexandra Fusai Nathalie Tauziat        | 6-2, 6-1         | Tableau        |
| 22 | 02-08-1999 | TIG Tennis Classic San Diego          | Tier II        | 520 000 $      | Dur (ext.)     | Lindsay Davenport Corina Morariu         | Serena Williams Venus Williams          | 6-4, 6-1         | Tableau        |
| 23 | 31-07-2000 | Acura Classic San Diego               | Tier II        | 535 000 $      | Dur (ext.)     | Lisa Raymond Rennae Stubbs               | Lindsay Davenport Anna Kournikova       | 4-6, 6-3, 7-66   | Tableau        |
| 24 | 30-07-2001 | Acura Classic San Diego               | Tier II        | 750 000 $      | Dur (ext.)     | Cara Black Elena Likhovtseva             | Martina Hingis Anna Kournikova          | 6-4, 1-6, 6-4    | Tableau        |
| 25 | 29-07-2002 | Acura Classic San Diego               | Tier II        | 775 000 $      | Dur (ext.)     | Elena Dementieva Janette Husárová        | Daniela Hantuchová Ai Sugiyama          | 6-2, 6-4         | Tableau        |
| 26 | 28-07-2003 | Acura Classic San Diego               | Tier II        | 1 000 000 $    | Dur (ext.)     | Kim Clijsters Ai Sugiyama                | Lindsay Davenport Lisa Raymond          | 6-4, 7-5         | Tableau        |
| 27 | 26-07-2004 | Acura Classic San Diego               | Tier I         | 1 300 000 $    | Dur (ext.)     | Cara Black Rennae Stubbs                 | Virginia Ruano Pascual Paola Suárez     | 4-6, 6-1, 6-4    | Tableau        |
| 28 | 01-08-2005 | Acura Classic San Diego               | Tier I         | 1 300 000 $    | Dur (ext.)     | Conchita Martínez Virginia Ruano Pascual | Daniela Hantuchová Ai Sugiyama          | 6-77, 6-1, 7-5   | Tableau        |
| 29 | 31-07-2006 | Acura Classic San Diego               | Tier I         | 1 340 000 $    | Dur (ext.)     | Cara Black Rennae Stubbs                 | Anna-Lena Grönefeld Meghann Shaughnessy | 6-2, 6-2         | Tableau        |
| 30 | 30-07-2007 | Acura Classic San Diego               | Tier I         | 1 340 000 $    | Dur (ext.)     | Cara Black Liezel Huber                  | Victoria Azarenka Anna Chakvetadze      | 7-5, 6-4         | Tableau        |
|    | 2008-2009  | Pas de tournoi                        | Pas de tournoi | Pas de tournoi | Pas de tournoi | Pas de tournoi                           | Pas de tournoi                          | Pas de tournoi   | Pas de tournoi |
| 31 | 02-08-2010 | Mercury Insurance Open San Diego      | Premier        | 700 000 $      | Dur (ext.)     | Maria Kirilenko Zheng Jie                | Lisa Raymond Rennae Stubbs              | 6-4, 6-4         | Tableau        |
| 32 | 01-08-2011 | Mercury Insurance Open Carlsbad       | Premier        | 721 000 $      | Dur (ext.)     | Květa Peschke Katarina Srebotnik         | Raquel Kops-Jones Abigail Spears        | 6-0, 6-2         | Tableau        |
| 33 | 16-07-2012 | Mercury Insurance Open Carlsbad       | Premier        | 740 000 $      | Dur (ext.)     | Raquel Kops-Jones Abigail Spears         | Vania King Nadia Petrova                | 6-2, 6-4         | Tableau        |
| 34 | 29-07-2013 | Southern California Open Carlsbad     | Premier        | 795 707 $      | Dur (ext.)     | Raquel Kops-Jones Abigail Spears         | Chan Hao-Ching Janette Husárová         | 6-4, 6-1         | Tableau        |
|    | 2014-2021  | Pas de tournoi                        | Pas de tournoi | Pas de tournoi | Pas de tournoi | Pas de tournoi                           | Pas de tournoi                          | Pas de tournoi   | Pas de tournoi |
| 35 | 10-10-2022 | San Diego Open San Diego              | WTA 500        | 757 900 $      | Dur (ext.)     | Coco Gauff Jessica Pegula                | Gabriela Dabrowski Giuliana Olmos       | 1-6, 7-5, [10-4] | Tableau        |
| 36 | 11-09-2023 | Cymbiotika San Diego Open San Diego   | WTA 500        | 780 637 $      | Dur (ext.)     | Barbora Krejčíková Kateřina Siniaková    | Danielle Collins Coco Vandeweghe        | 6-1, 6-4         | Tableau        |
| 37 | 26-02-2024 | San Diego Open San Diego              | WTA 500        | 922 573 $      | Dur (ext.)     | N. Melichar-Martinez Ellen Perez         | Desirae Krawczyk Jessica Pegula         | 6-1, 6-2         | Tableau        |

### Simple messieurs
| No | Date       | Nom et lieu du tournoi    | Catégorie | Dotation  | Surface    | Vainqueur         | Finaliste      | Score    |         |
| -- | ---------- | ------------------------- | --------- | --------- | ---------- | ----------------- | -------------- | -------- | ------- |
| 1  | 27-09-2021 | San Diego Open, San Diego | ATP 250   | 600 000 $ | Dur (ext.) | Casper Ruud       | Cameron Norrie | 6-0, 6-2 | Tableau |
| 2  | 19-09-2022 | San Diego Open, San Diego | ATP 250   | 612 000 $ | Dur (ext.) | Brandon Nakashima | Marcos Giron   | 6-4, 6-4 | Tableau |

### Double messieurs
| No | Date       | Nom et lieu du tournoi    | Catégorie | Dotation  | Surface    | Vainqueurs                        | Finalistes                | Score             |         |
| -- | ---------- | ------------------------- | --------- | --------- | ---------- | --------------------------------- | ------------------------- | ----------------- | ------- |
| 1  | 27-09-2021 | San Diego Open, San Diego | ATP 250   | 600 000 $ | Dur (ext.) | Joe Salisbury Neal Skupski        | John Peers Filip Polášek  | 7-62, 3-6, [10-5] | Tableau |
| 2  | 19-09-2022 | San Diego Open, San Diego | ATP 250   | 612 000 $ | Dur (ext.) | Nathaniel Lammons Jackson Withrow | Jason Kubler Luke Saville | 7-65, 6-2         | Tableau |